# خوان مارسيه
خوان مارسيه كاربو (بالإسبانية: Juan Marsé Carbó) ـ (ولد في برشلونة في 8 يناير 1933- 19 يوليو 2020) هو روائي وصحفي وكاتب سيناريو إسباني. حصل على جائزة ميغيل دي ثيربانتس الأدبية الرفيعة سنة 2008. وهو أول أديب يفوز بهذه الجائزة من إقليم كاتالونيا، وقد كتب سيرته الأدبية جوزيف ماريا كوينكا بعنوان «عندما تأتي السعادة.. سيرة خوان مارسيه». وركزت معظم كتابات مارسيه على إسبانيا بعد الحرب الأهلية.

## حياته
ولد في برشلونة يوم 8 يناير 1933، وكان طفلًا متبنى لرجلين هما جوان فانيكا ومارسيه بالاو، وقد عاش سنوات طويلة من حياته في الفقر.

## روابط خارجية
- خوان مارسيه على موقع IMDb (الإنجليزية)
- خوان مارسيه على موقع مونزينجر (الألمانية)
- خوان مارسيه على موقع قاعدة بيانات الفيلم (الإنجليزية)